# スコーン
スコーン（英: scone）は、スコットランド料理のバノックより重い速成パン。
小麦粉、大麦粉、あるいはオートミールにベーキングパウダーを加え、牛乳でまとめてから軽く捏ね、成形して焼き上げる。粉にバターを練り込んだり、レーズンやデーツなどのドライフルーツを混ぜて焼き上げられることも多い。粗挽きの大麦粉を使って焼いたバノック（bannock）というお菓子がその起源とされ、文献に初めて登場するのは1513年といわれる。19世紀半ばに、ベーキングパウダーやオーブンの普及によって、現在の形になった。現在では発祥地のスコットランドのみならずイギリス全土で食べられており、また大西洋を渡ってアングロアメリカでもよく食べられている。

## 名前
ユニヴァーシティ・カレッジ・ロンドンの言語学者による調査によれば、イギリス人全体ではほぼ3分の2、中でもスコットランド人の99%は英語発音: [skɒn]（単母音、conに同じ）と発音し、残りは英語発音: [skəʊn]（二重母音、coneに同じ）と発音する。上流階級が用いる発音は前者である。オックスフォード英語辞典によれば、英語の「スコーン」という名詞は「白いパン」を意味する中世オランダ語: schoonbrood（スコーンブロート）に由来するといい、英語での使用が一般的になるよりも先にスコットランド語の語彙に現れている。

## 米英の違い
イギリスのプレーンスコーンはアメリカ合衆国でビスケットと呼ばれているものとほぼ同じであるが、ビスケットにはバターの代わりにショートニングを使うことが多く、牛乳の代わりにクリームを使うこともある（クリームビスケット）。イギリスのお茶の時間には、スコーンは欠かせないものである。ジャムとクロテッドクリームを添えたスコーンを食べながら紅茶を飲む習慣をクリームティーと呼ぶ。
一方、北米でスコーンといえば具入りのもののみを指す。北米のスコーンにはレーズンやブルーベリー、クランベリーといったドライフルーツの他、ナッツやチョコレートチップ、チョコレートチャンク（チョコレートの小さな塊）が使われることが多く、イギリスのスコーンよりも生地に砂糖を多く加えるのが特徴である。焼き上がったスコーンに砂糖衣を垂らすこともある。また、チーズやタマネギ、ベーコンなどを混ぜた塩味のスコーンを、軽食として食べることもある。

## 食べ方
温めたスコーンを上下半分に割る。割る時は、手でも良いが、ナイフで割る方がスマートとされる。
割った面に、クロテッドクリームとジャムを乗せて食べるが、どちらを先に乗せるかでジャムを先に乗せるコーンウォール式とクロテッドクリームを先に乗せるデヴォン式の派閥があり、1500年代から何世紀も論争となっている。グレートブリテン島ではコーンウォール式、アイルランド島ではデヴォン式がそれぞれ優勢であるが、2020年代にはグレートブリテン島に住む30歳未満の48％で先にジャムは乗せない（コーンウォール式ではない）と回答している。

## 画像

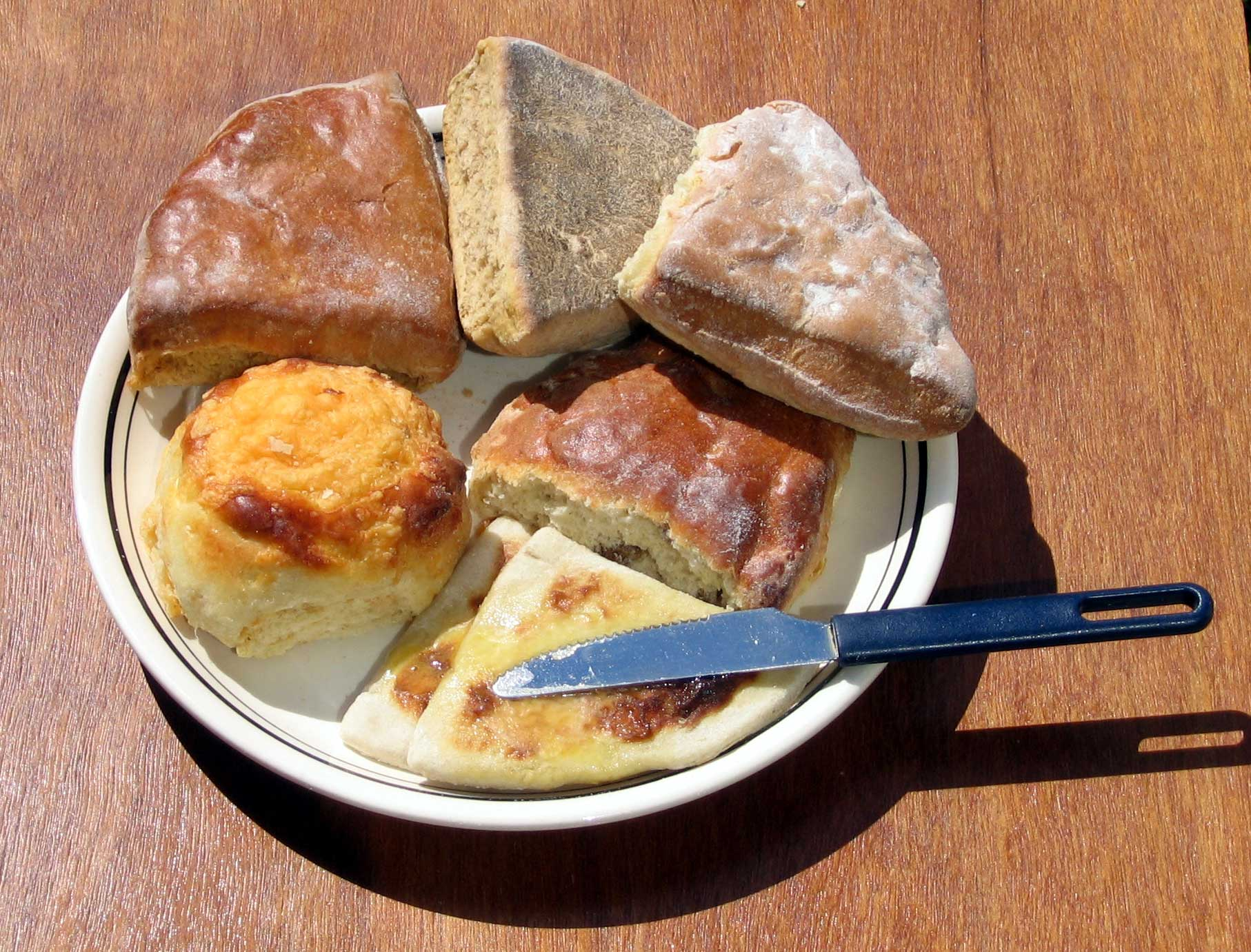
スコットランドのスコーン数種。下から時計回りにバター付きのタティースコーン、チーズスコーン、糖蜜スコーン（2個）、ミルクスコーン、フルーツスコーン
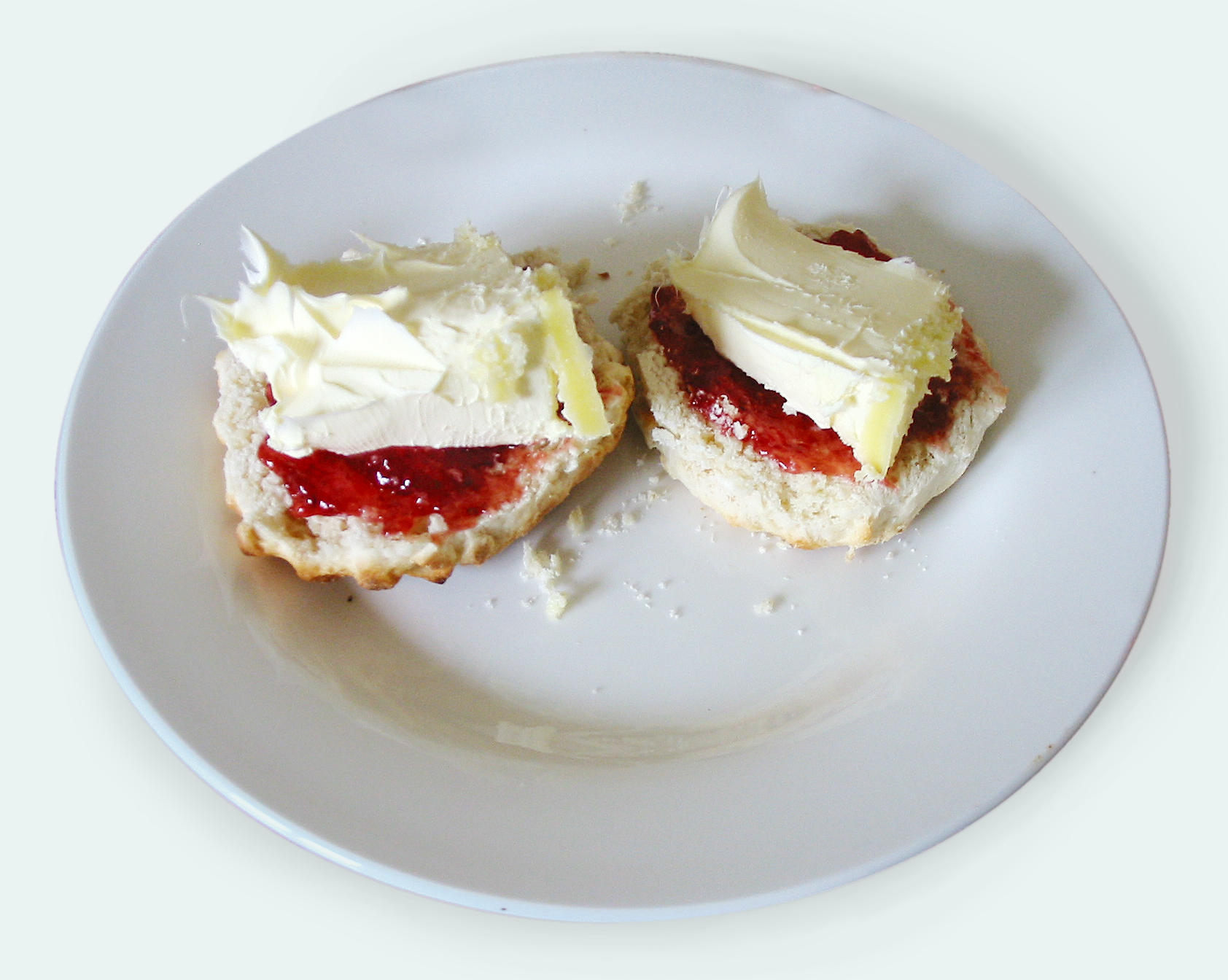
半分に割ってジャムとクロテッドクリームをつけたスコーン
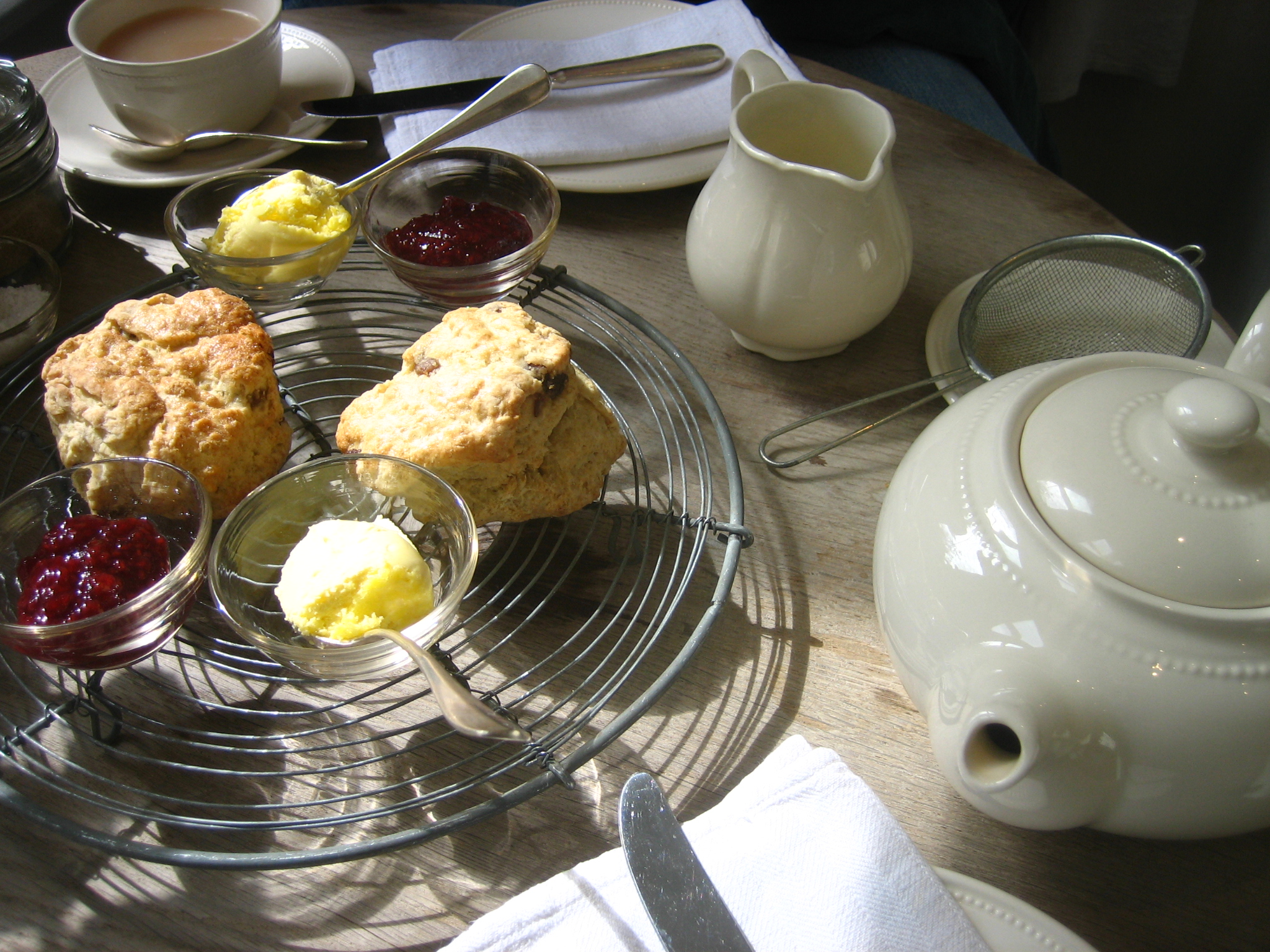
紅茶とスコーン
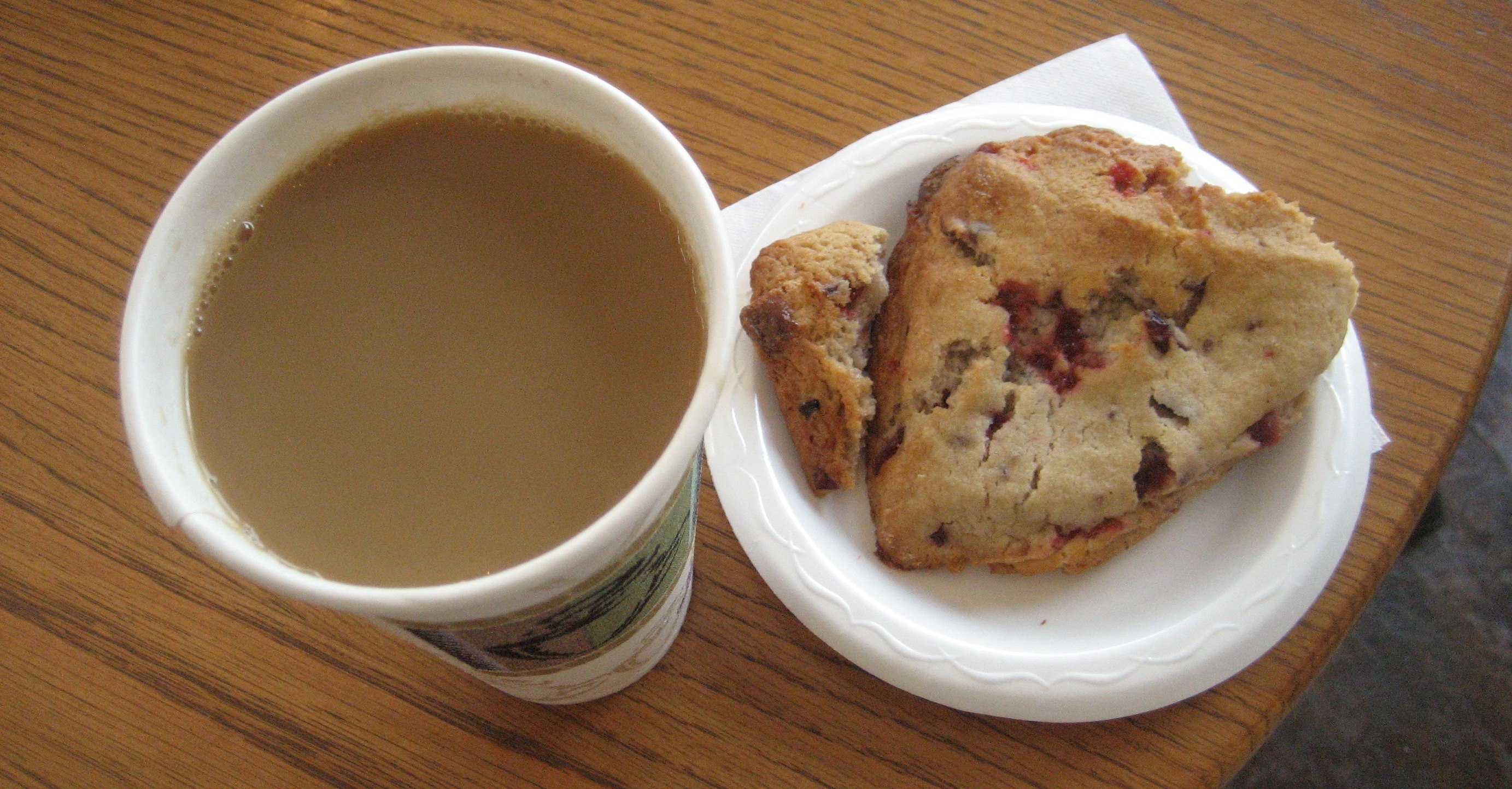
典型的なアメリカ合衆国のスコーン
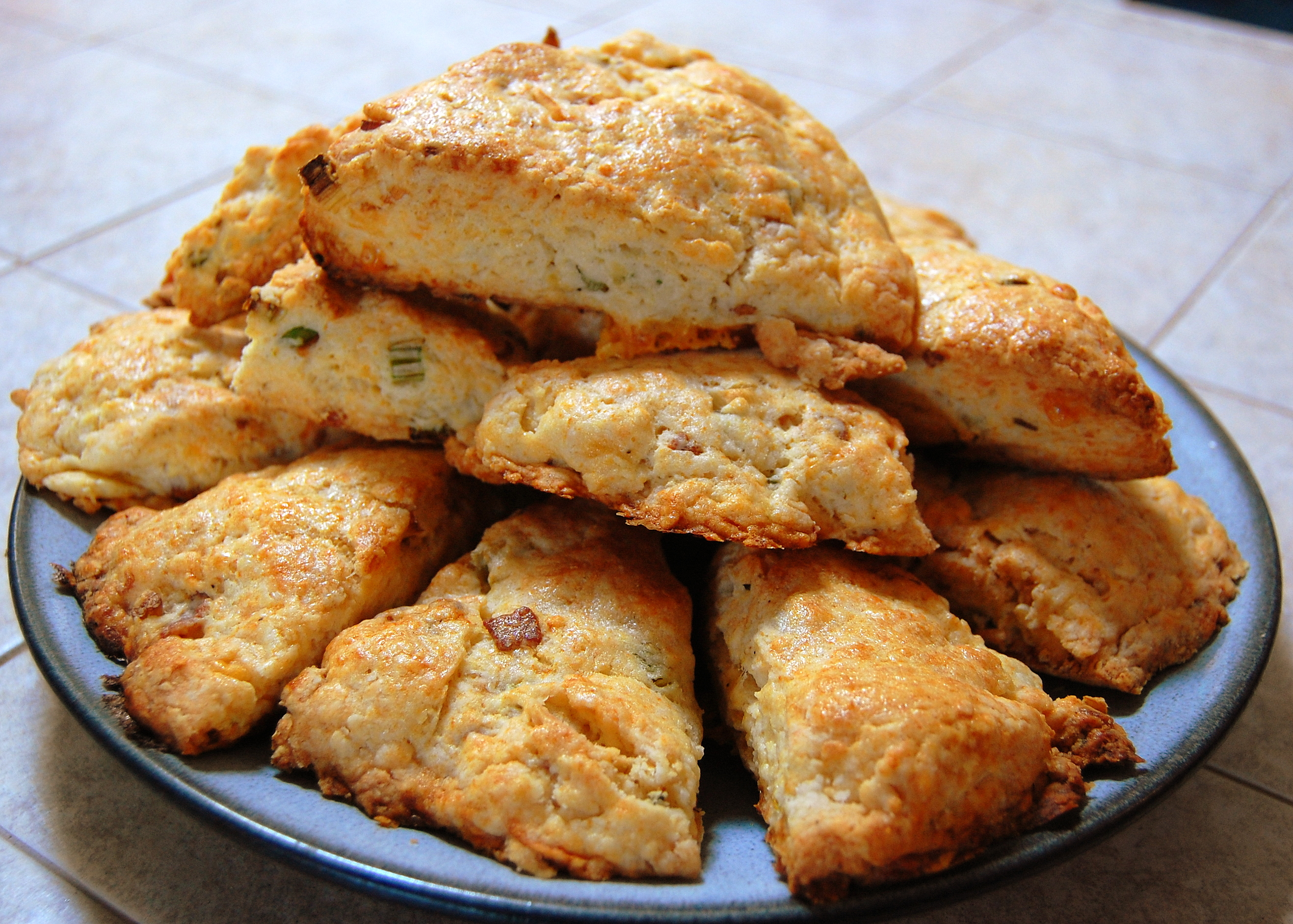
ベーコンや野菜を入れたスコーン